# Magnus Wolff Eikrem
Magnus Wolff Eikrem (Molde, 8 augustus 1990) is een Noorse voetballer die bij voorkeur als middenvelder speelt. Hij verruilde in januari 2018 Malmö FF voor Seattle Sounders.

## Loopbaan

### Manchester United
Eikrem werd in 2002 opgenomen in de jeugdopleiding van Molde FK. Die verruilde hij in 2006 voor die van Manchester United. Daar trainde hij onder onder meer Ole Gunnar Solskjær.

### Molde FK
Eikrem kon niet doorstoten tot het eerste elftal van Manchester United en ging in 2011 terug naar Molde FK. Bij deze club werkte hij opnieuw samen met Solskjær, die daar sinds eind 2010 werkte als hoofdtrainer.

### sc Heerenveen
Op 24 juni 2013 maakte sc Heerenveen bekend dat Wolff Eikrem voor vier jaar naar Nederland kwam. Deze vier jaar zou hij nooit afmaken, want al na een half seizoen gaat hij naar Cardiff City FC

### Cardiff City
Eikrem verkaste na een half jaar in Friesland op 8 januari 2014 naar Cardiff City, waar hij werd herenigd met trainer Solskjaer. Daarmee degradeerde hij zes maanden later uit de Premier League. Nadat Solskjaer in september 2014 kwam Eikrem geen minuut meer in actie voor Cardiff. Daarop kwamen de club en hij in december tot een wederzijds akkoord over het per direct ontbinden van zijn contract.

### Malmö FF
Op 26 Januari 2015 tekende hij een contract voor 2,5 jaar bij Malmö FF

## Interlandcarrière
Eikrem nam in 2013 met Jong Noorwegen deel aan de EK-eindronde U21 in Israël. Daar verloor de ploeg onder leiding van bondscoach Tor Ole Skullerud in de halve finale met 3-0 van de latere toernooiwinnaar Spanje.

## Statistieken
| Seizoen                         | Club          | Land      | Competitie     | Wed. | Goals |
| ------------------------------- | ------------- | --------- | -------------- | ---- | ----- |
| 2011                            | Molde FK      | Noorwegen | Tippeligaen    | 28   | 4     |
| 2012                            | Molde FK      | Noorwegen | Tippeligaen    | 27   | 0     |
| 2013                            | Molde FK      | Noorwegen | Tippeligaen    | 13   | 2     |
| 2013/14                         | sc Heerenveen | Nederland | Eredivisie     | 13   | 2     |
| 2013/14                         | Cardiff City  | Engeland  | Premier League | 6    | 0     |
| 2014/15                         | Cardiff City  | Engeland  | Championship   | 3    | 0     |
| 2015                            | Malmö FF      | Zweden    | Allsvenskan    | 0    | 0     |
| Totaal                          | Totaal        | Totaal    | Totaal         | 90   | 8     |
| Bijgewerkt tot 20 december 2014 |               |           |                |      |       |

## Erelijst
Molde FK
- Noors landskampioen

2011, 2012
- Kniksenprijs ("Middenvelder van het jaar")

2012
- Noorse beker

2013
 Malmö FF
- Zweeds landskampioen

2016, 2017